# Dahmer – Monstruo: la historia de Jeffrey Dahmer
Dahmer – Monstruo: la historia de Jeffrey Dahmer es la primera temporada de la serie de televisión web antológica estadounidense de drama policial biográfico Monstruo, creada por Ryan Murphy e Ian Brennan para Netflix, y estrenada el 21 de septiembre de 2022. Murphy y Brennan son los showrunners. Dahmer narra la vida del asesino en serie Jeffrey Dahmer (Evan Peters). Otros personajes principales son el padre de Dahmer, Lionel (Richard Jenkins), su madrastra Shari (Molly Ringwald), la vecina recelosa Glenda (Niecy Nash) y la abuela Catherine (Michael Learned).
La serie recibió cuatro candidaturas en los Premios Globo de Oro y tres candidaturas en los Premios Satellite. 
La segunda temporada de la antología, Monstruos: La historia de Lyle y Erik Menendez (2024), se basa en el caso de asesinato de los hermanos Menéndez. La segunda temporada se estrenó el 19 de septiembre de 2024.

## Sinopsis
La miniserie relata la vida del asesino Jeffrey Dahmer, y explora los diferentes motivos que probablemente lo llevaron a convertirse en uno de los asesinos en serie más famosos de los Estados Unidos. A lo largo de la serie se exploran vivencias de su infancia y adolescencia, influenciadas por un padre ausente y una madre drogadicta.
El interés de Dahmer por los cadáveres se inicia desde muy pequeño en su niñez, junto a su padre, cuando este le enseña a diseccionar animales muertos como forma de compartir momentos de cercanía con su hijo realizando el hobby que le apasionaba. Estos sucesos impulsan su obsesión por la muerte y los cuerpos sin vida, lo que resulta en su primer homicidio accidental en 1978 a la edad de 18 años.
Entre los años 1978 y 1991, Jeffrey Dahmer asesinó a 17 personas, siendo todas sus víctimas hombres y niños adolescentes, principalmente afroestadounidenses. Todos sus crímenes fueron cometidos en Wisconsin y Ohio.

## Reparto

### Principal
- Evan Peters como Jeffrey Dahmer
  - Nick A. Fisher como Jeffrey de niño
- Richard Jenkins como Lionel Dahmer
  - Josh Braaten como Lionel de joven
- Molly Ringwald como Shari Dahmer
- Michael Learned como Catherine Dahmer
- Niecy Nash como Glenda Cleveland

### Recurrente
- Penelope Ann Miller como Joyce Dahmer
  - Savannah Brown como Joyce de joven
- Shaun J. Brown como Tracy Edwards
- Colin Ford como Chazz
- Michael Beach como Dennis Murphy
- Colby French como Patrick Kennedy
- Karen Malina White como Shirley Hughes
- Khetphet Phagnasay como Southone Sinthasomphone
- Phet Mahathongdy como Somdy Sinthasomphone
- Brayden Maniago como Somsack Sinthasomphone
- Kieran Tamondong como Konerak Sinthasomphone
- Dia Nash como Sandra Smith
- Nikea Gamby-Turner como Mildred Lindsey
- Mac Brandt como Robert Rauth
- Grant Harvey como Rolf Mueller
- David Barrera como Comisario Arreola
- Dyllon Burnside como Ronald Flowers
- Rodney Burnford como Anthony Hughes
- Matthew Alan como Joseph Gabrish
- Scott Michael Morgan como John Balcerzak
- Cameron Cowperthwaite como Steven Hicks
- Vince Hill-Bedford como Steven Tuomi
- Nigel Gibbs como Jesse Jackson
- Blake Cooper Griffin como Charles
- Matt Cordova como Detective Rauss

## Episodios
| N.º | Título                                 | Dirigido por   | Escrito por                                             | Fecha de lanzamiento original |
| --- | -------------------------------------- | -------------- | ------------------------------------------------------- | ----------------------------- |
| 1 | «Bad Meat»                             | Carl Franklin  | Ryan Murphy e Ian Brennan                               | 21 de septiembre de 2022      |
| En 1991, Glenda Cleveland, una mujer que vive en Milwaukee, en un apartamento junto al de Jeffrey Dahmer, está preocupada por los ruidos y olores que entran por el conducto de ventilación compartido. Dahmer corteja a su próxima víctima potencial, Tracy Edwards, en un bar y lo lleva a casa, pero Tracy logra escapar y detener a la policía. Dahmer es arrestado y se hacen horribles descubrimientos en su apartamento. |                                        |                |                                                         |                               |
| 2 | «Please Don't Go»                      | Clement Virgo  | Ryan Murphy e Ian Brennan                               | 21 de septiembre de 2022      |
| Se explora la vida de Dahmer como preadolescente y adolescente, viviendo con Joyce, una madre drogadicta y Lionel, un padre que a menudo se ausenta. El joven comienza a mostrar un gran interés en la disección de animales muertos, con el apoyo de su padre. En 1991, un Dahmer adulto compra alcohol para Konerak Sinthasomphone de 14 años y lo lleva a su apartamento con el pretexto de pagarle al adolescente por fotografías lascivas. Dahmer droga al adolescente, luego experimenta usando un taladro eléctrico para perforar el cráneo del niño. Mientras Dahmer sale a comprar más alcohol, un Konerak mareado se despierta e intenta escapar, pero solo llega a la escalera donde Glenda y su hija lo encuentran. Glenda está preocupada por la edad del niño y llama a la policía, pero la policía cree en la palabra de Dahmer de que el niño es un adulto que es el novio de Dahmer y simplemente bebió demasiado. La policía escolta a Konerak de regreso al interior y Dahmer lo mata después de que se van. Una grabación real de 1991 entre Glenda y uno de los oficiales de policía de Milwaukee (hablando sobre Konerak Sinthasomphone) se reproduce sobre los créditos finales. |                                        |                |                                                         |                               |
| 3 | «Doin' A Dahmer»                       | Clement Virgo  | Ryan Murphy e Ian Brennan                               | 21 de septiembre de 2022      |
| En su último año de secundaria en 1977–78, Dahmer continúa mostrando interés en la disección de animales y al mismo tiempo se vuelve plenamente consciente de su preferencia sexual por los hombres. Después del divorcio de su padre y su madre, Lionel se muda con su nueva novia Shari y poco después Joyce se muda con el hermano menor de Jeffrey, David. Jeffrey se queda solo en la casa para valerse por sí mismo. Comienza a beber en exceso, a levantar pesas ya fantasear con tener un compañero masculino en la casa. Más tarde recoge a un autoestopista llamado Steven Hicks y lo invita a beber cerveza y hacer ejercicio. Cuando Steven rechaza el avance sexual de Dahmer y usa un insulto gay, Dahmer lo golpea con una barbell y luego lo estrangula hasta la muerte. Dos policías lo detienen cuando ven que su automóvil se desvía, pero lo dejan salir con una advertencia a pesar de ver varias bolsas de basura en el asiento trasero del automóvil. Dahmer destruye los huesos de Hicks y esparce las cenizas sobre la propiedad familiar. |                                        |                |                                                         |                               |
| 4 | «The Good Boy Box»                     | Jennifer Lynch | Ryan Murphy e Ian Brennan                               | 21 de septiembre de 2022      |
| Lionel regresa a la residencia Dahmer después de tres meses, se sorprende al escuchar que Joyce se mudó y descubre que Jeff bebe. Jeff intenta hablar con su padre sobre sus pensamientos homicidas, pero Lionel lo interrumpe y planea enviarlo a la Universidad Estatal de Ohio. En OSU, Dahmer es expulsado por problemas de asistencia, lo que hace que su padre lo aliste en el ejército en otro intento por encauzar la vida de su hijo. En 1981, Dahmer es dado de baja con honores debido al abuso de alcohol. Lionel lo envía a vivir con su abuela, Catherine. A sugerencia de ella, Dahmer va a una feria estatal, donde se emborracha y es arrestado por exposición indecente. Toma un trabajo como flebotomista, donde roba bolsas de sangre y bebe de ellas. Más tarde, Dahmer comienza a ir a una casa de baños gay, pero pronto se le prohíbe por tomar bebidas. En 1987, Dahmer se droga accidentalmente en una habitación de hotel con otro hombre, luego se despierta a la mañana siguiente y descubre que lo había asesinado. Lleva el cuerpo de regreso a la casa de Catherine para desmembrarlo en el sótano. Sella la cabeza del hombre en una bolsa y la coloca en una caja de seguridad que le dio Catherine. |                                        |                |                                                         |                               |
| 5 | «Blood On Their Hands»                 | Jennifer Lynch | Ian Brennan                                             | 21 de septiembre de 2022      |
| En 1987, Dahmer acepta un trabajo en una fábrica de chocolate. Comienza a buscar víctimas con la intención consciente de matar, comenzando un ciclo de llevar hombres a la casa de Catherine, drogarlos, estrangularlos hasta la muerte y desmembrarlos en el sótano. Los olores provenientes del sótano provocan un enfrentamiento con Catherine y Lionel. Cuando Dahmer les dice que es causado por su afición a la taxidermia, Lionel lo critica por no limpiarlo adecuadamente, lo que lleva a Dahmer a asegurarles que dejará esa actividad. Dahmer invita a Ronald Flowers Jr., un hombre que lucha con su automóvil, a la casa de Catherine en un intento de drogarlo y matarlo. Después de que Flowers queda inconsciente en su sala de estar, Catherine lo encuentra y obliga a Jeffrey a subirlo a un autobús. Después de que Flowers informa esto a la policía, interrogan a Dahmer y Catherine, pero no encuentran evidencia para arrestarlo. Más tarde, Dahmer es arrestado después de que otra víctima, Somsack Sinthasomphone, el hermano mayor de Konerak, se escape de él. Dahmer es declarado culpable de agresión sexual y enviado a prisión. Lionel escribe una carta al juez, pidiéndole que ponga a Jeffrey en un programa de tratamiento por abuso de alcohol, pero la carta es ignorada y es puesto en libertad un año después. |                                        |                |                                                         |                               |
| 6 | «Silenced»                             | Paris Barclay  | David McMillan y Janet Mock                             | 21 de septiembre de 2022      |
| En 1991, Tony Hughes se gana la vida a pesar de su sordera. Consigue un trabajo en Madison, pero regresa para pasar tiempo con su familia en Milwaukee los fines de semana. Una noche de fin de semana, baila en un bar y llama la atención de Dahmer. Dahmer piensa en drogar la bebida de Tony en el bar, pero lo reconsidera. Tony y Dahmer dicen que se gustan y se reencuentran el fin de semana siguiente. Dahmer invita a Tony a su apartamento, donde nuevamente considera drogarlo, pero se resiste. Los dos duermen juntos y, a la mañana siguiente, Tony dice que tiene que irse al trabajo. Dahmer recibe un martillo, pero deja ir a Tony. Sin embargo, cuando Tony regresa por sus llaves, Dahmer lo mata con el martillo. La madre de Tony, Shirley, se pone en contacto con la policía cuando su hijo no se ha registrado y ha faltado al trabajo. Aparentemente no hacen nada, por lo que ella publica carteles de "persona desaparecida" por todo Milwaukee. Mientras lo hace, se da cuenta de muchos otros letreros cerca de los bares gay. |                                        |                |                                                         |                               |
| 7 | «Cassandra»                            | Jennifer Lynch | Ian Brennan, Janet Mock y David McMillan                | 21 de septiembre de 2022      |
| Después de que arrestan a Dahmer y las noticias de sus víctimas se hacen públicas, existe una indignación generalizada con la policía entre las familias de las víctimas, y particularmente con Glenda Cleveland. Está más molesta por el asesinato de Konerak (a quien trató de ayudar antes de que la policía lo devolviera al apartamento de Dahmer) y quedó gravemente traumatizada al escuchar los ruidos (gritos y herramientas eléctricas) provenientes del apartamento de Dahmer. El edificio de Dahmer se considera peligroso debido a los productos químicos que utilizó para disolver partes del cuerpo. Los inquilinos son evacuados, lo que obliga a Glenda a conseguir una habitación de motel. Jesse Jackson se interesa en el caso debido a la gran cantidad de víctimas negras y marrones, y se encuentra con Glenda, quien le cuenta los horrores que presenció, incluido un momento en que un enojado Dahmer le sirvió un sándwich hecho. con posibles restos humanos. Disgustado, Jackson jura responsabilizar a la policía de Milwaukee por sus descuidos. |                                        |                |                                                         |                               |
| 8 | «Lionel»                               | Gregg Araki    | Ian Brennan y David McMillan                            | 21 de septiembre de 2022      |
| Lionel Dahmer está horrorizado por Dahmer y lo que ha hecho. Con su esposa, lidia con sus demonios, culpándose alternativamente a sí mismo y a Joyce. Jesse Jackson continúa trabajando en nombre de las familias de las víctimas. Los dos oficiales que fueron suspendidos por el caso de Konerak son reintegrados. Dahmer va a juicio después de que se niega su declaración de locura. Después de que lo sentencian a 15 cadenas perpetuas y se escuchan las declaraciones de las víctimas, Dahmer tiene la oportunidad de hablar. Dice que sabe que tiene una enfermedad mental y se disculpa con las familias. Lionel encuentra terapéutico escribir un libro sobre ser el padre de Jeffrey. |                                        |                |                                                         |                               |
| 9 | «The Bogeyman»                         | Jennifer Lynch | Ian Brennan, David McMillan y Reilly Smith              | 21 de septiembre de 2022      |
| Los familiares de las víctimas de Dahmer lidian con el dolor, el miedo, el insomnio y las pesadillas. Después de convencer a Shirley de demandar a Lionel Dahmer por las ganancias de su libro, el abogado Joe Zilber presenta una demanda de $14 millones contra la ciudad de Milwaukee en nombre de las familias de las víctimas. Lionel se entera de que las ganancias de su libro se pagarán a las familias de las víctimas. En prisión, Dahmer comienza a recibir "correo de admiradores", y varias personas le envían dinero a cambio de artículos autografiados. Él obedece y los envía de regreso. |                                        |                |                                                         |                               |
| 10 | «God of Forgiveness, God of Vengeance» | Paris Barclay  | Ian Brennan, David McMillan, Reilly Smith y Todd Kubrak | 21 de septiembre de 2022      |
| Después de asistir a un servicio religioso en prisión, Dahmer pide ser bautizado, casi al mismo tiempo que la ejecución de John Wayne Gacy. La demanda de $14 millones se resuelve fuera de los tribunales por menos de $900,000. Joe Zilber, enojado porque la gente planea obtener ganancias vendiendo artículos retirados de la casa de Dahmer, ofrece a los comerciantes el doble de su precio de venta. Luego le da a la familia de cada víctima una parte de lo que pagó, diciendo que todos los artículos serán destruidos. Un recluso llamado Christopher Scarver mata a Dahmer y a otro recluso, Jesse Anderson, con una barra de metal, diciendo que Dios le dijo que cometiera el asesinato. Según los deseos de Dahmer, su cuerpo es incinerado y no se lleva a cabo ningún funeral, pero su cerebro se conserva para la investigación científica. Lionel insiste en que también se destruya el cerebro, mientras que Joyce quiere que se estudie. Lionel explica que él y las familias de las víctimas solo quieren un cierre, que sería más difícil al retener el cerebro. Un juez se pone del lado de Lionel y el cerebro es incinerado. Mientras los residentes de Milwaukee observan, los Apartamentos Oxford son destruidos. Glenda se reúne con un funcionario de la ciudad para abogar por que el sitio de los apartamentos se convierta en un monumento a las víctimas, pero se le advierte que será un proceso largo. Las fotos y los nombres de las víctimas de Dahmer se muestran en los títulos finales, que también indican que aún no se ha construido ningún monumento. |                                        |                |                                                         |                               |

## Recepción

### Audiencia
La serie alcanzó el puesto número uno en Netflix en la primera semana de su lanzamiento. En la segunda semana de su lanzamiento, Netflix anunció que Dahmer era su noveno programa de televisión en inglés más popular de todos los tiempos, con 56 millones de hogares que habían visto los 10 episodios. La serie se mantuvo en el número uno durante semanas y se convirtió en la segunda serie de Netflix en inglés más vista de todos los tiempos, y la cuarta más vista en cualquier idioma con 701,37 millones de horas vistas en 21 días. La serie acumuló más de 865 millones de horas vistas en los primeros 28 días de su estreno.
El 6 de diciembre de 2022, la serie recibió el premio People's Choice Award al programa de televisión más apetecible.

### Controversias
La temporada también recibió reacciones negativas de las familias de las víctimas de Dahmer, que acusaron a Netflix de aprovecharse de sus traumáticas experiencias y de «volver a traumatizar [a las familias] una y otra vez». Eric Perry, familiar de la víctima Errol Lindsey, declaró: «Quiero que la gente entienda que esto no es sólo una historia o un hecho histórico, son vidas de personas reales. [Lindsey] era el hijo de alguien, el hermano de alguien, el padre de alguien, el amigo de alguien que fue arrancado de nuestras vidas«.
La ayudante de producción Kim Alsup alegó malos tratos durante su estancia en el set. Declaró que era uno de los dos miembros negros del equipo bajo la línea en Dahmer, y añadió que «siempre me llamaban por el nombre de otra persona, era la única chica negra que no se parecía en nada a mí, y me aprendí los nombres de 300 extras de fondo». Alsup también alegó un «ambiente agotador» y de «falta de apoyo», afirmando que no había terapeutas en el set. Un portavoz de Netflix rebatió esta acusación, afirmando que todo el mundo en el set tenía acceso gratuito a fuentes de salud y bienestar, incluido el acceso a un terapeuta.
Shirley Hughes, la madre de Tony Hughes, cuya historia se cuenta en el sexto episodio, se pronunció en contra de la representación de los hechos en la temporada. Hughes dijo a The Guardian «No ocurrió así», y expresó su frustración por el uso de nombres reales en la serie.
El 23 de septiembre de 2022, la plataforma de Netflix eliminó la etiqueta «LGBTQ» de la serie luego de ser criticado negativamente en las redes sociales.

### Premios y nominaciones
| Premio                            | Fecha                   | Categoría                                                       | Nominado/a                                 | Resultado | Referencias |
| --------------------------------- | ----------------------- | --------------------------------------------------------------- | ------------------------------------------ | --------- | ----------- |
| Hollywood Music in Media Awards   | 17 de noviembre de 2022 | Mejor música de televisión                                      | Amanda Krieg Thomas                        | Nominada  | [ 13 ]      |
| Premios Globos de Oro             | 10 de enero de 2023     | Mejor Serie de Antología limitada o película para televisión    | Dahmer – Monster: The Jeffrey Dahmer Story | Nominada  | [ 14 ]      |
| Premios Globos de Oro             | 10 de enero de 2023     | Mejor Actor en miniserie o telefilme                            | Evan Peters                                | Ganador   | [ 14 ]      |
| Premios Globos de Oro             | 10 de enero de 2023     | Mejor Actriz de Reparto en miniserie o telefilme                | Niecy Nash                                 | Nominado  | [ 14 ]      |
| Premios Globos de Oro             | 10 de enero de 2023     | Mejor Actor de Reparto en miniserie o telefilme                 | Richard Jenkins                            | Nominado  | [ 14 ]      |
| Critics' Choice Television Awards | 15 de enero de 2023     | Mejor Actriz de Reparto en miniserie o película para televisión | Niecy Nash                                 | Ganadora  | [ 15 ]      |